# Richard Wright (futebolista)
Richard Ian Wright (Ipswich, 5 de novembro de 1977) é um ex-futebolista Inglês que atuava como goleiro. Seu último clube foi o Manchester City, onde atuou de 2012 até maio de 2016, quando se aposentou, aos 38 anos, sem nunca ter atuado pelo clube (sua última partida oficial foi em 2011, quando atuou pelo Ipswich diante do Reading).
Pela Seleção Inglesa, Wright atuou em 2 amistosos, ajudando a equipe a assegurar duas vitórias: 2000 diante de Malta e 2001 contra Holanda. Fez parte também do plantel da equipe que atuou na Euro 2000.

## Clubes
| Clube                       | País       | Anos      | Jogos |
| --------------------------- | ---------- | --------- | ----- |
| Ipswich Town                | Inglaterra | 1995-2001 | 240   |
| Arsenal FC                  | Inglaterra | 2001-2002 | 12    |
| Everton FC                  | Inglaterra | 2002-2007 | 60    |
| West Ham United             | Inglaterra | 2007-2008 | 0     |
| Southampton FC (empréstimo) | Inglaterra | 2008      | 7     |
| Ipswich Town                | Inglaterra | 2008-2010 | 58    |
| Sheffield United            | Inglaterra | 2010-2011 | 2     |
| Ipswich Town                | Inglaterra | 2011-2012 | 1     |
| Preston North End F.C.      | Inglaterra | 2012      | 0     |
| Manchester City             | Inglaterra | 2012-     | 0     |

## Seleção Inglesa
| Anos      | Seleção           | Atuações |
| --------- | ----------------- | -------- |
| 1996      | Inglaterra Sub-18 | 1        |
| 1997–2000 | Inglaterra Sub-21 | 15       |
| 2000–2001 | Inglaterra        | 2        |

## Conquistas
Ipswich Town
- Football League First Division play-offs: 1999–2000[3]

Arsenal
- Premier League: 2001–02[4]
- FA Cup: 2001–02[4]

Manchester City
- Copa da Liga Inglesa: 2013-14 e 2015-16
- Premier League: 2013-14